# Kingsland (Texas)
Kingsland é uma Região censo-designada localizada no estado norte-americano de Texas, no Condado de Llano.

## Demografia
Segundo o censo norte-americano de 2000, a sua população era de 4584 habitantes.

## Geografia
De acordo com o United States Census Bureau tem uma área de
25,3 km², dos quais 23,3 km² cobertos por terra e 2,0 km² cobertos por água. Kingsland localiza-se a aproximadamente 255 m acima do nível do mar.

## Localidades na vizinhança
O diagrama seguinte representa as localidades num raio de 16 km ao redor de Kingsland.